# Samson Iyede
Samson Iyede Onomigho (Orogun, 28 gennaio 1998) è un calciatore nigeriano, attaccante del Vorskla.

## Caratteristiche tecniche
È una punta centrale.

## Carriera
Ha giocato nella massima divisione dei campionati estone, danese e ucraino.